# Bandera de Suecia-Noruega

Bandera de proa de Suecia-Noruega, también usada para representar la unión en relaciones diplomáticas.

La Unión entre Suecia y Noruega no tuvo una bandera en común que representara a la unión como tal, aunque durante su existencia los reinos de Suecia y Noruega usaron la "Marca de Unión" (en sueco: unionsmärket o unionstecknet, en noruego: unionsmerket) en el cantón de sus banderas.

## Historia

### Adopción
La Unión entre Suecia y Noruega surgió como resultado de las Guerras Napoleónicas, cuando el rey de Dinamarca-Noruega, en el bando perdedor, se vio obligado a ceder Noruega al rey de Suecia por el Tratado de Kiel en 1814. La resistencia noruega condujo hasta la declaración de independencia nacional y la adopción de una constitución el 17 de mayo de 1814. Una breve guerra con Suecia resultó en la Convención de Moss el 14 de agosto de 1814 y la revisión constitucional noruega del 4 de noviembre de 1814 para abrir el camino a una unión personal. Ese mismo día, el parlamento noruego decidió elegir a Carlos XIII de Suecia como rey de Noruega.

Pabellón civil de Suecia y Noruega en 1818.

Según la constitución de noviembre de 1814, Noruega debía tener su propia bandera mercante, pero la bandera de guerra debía reflejar la unión. La actual bandera de Noruega se introdujo en 1821, pero su uso estaba restringido. La bandera de guerra de la unión 1818 era una bandera sueca desfigurada con un cantón que mostraba una cruz de San Andrés blanca sobre rojo, destinado a representar a Noruega. La opinión pública en Noruega vio esta situación como insatisfactoria y exigió una reforma de banderas y armas para reflejar el estatus igual de los dos estados dentro de la unión.

### Banderas nuevas de 1844
En 1844, el rey Óscar I de Suecia promulgó las propuestas de un comité conjunto para ambos países. Se creó una marca de unión, combinando los colores de las banderas de ambos países, distribuidos por igual. Se colocó en el cantón de cada bandera, incluidas las banderas mercantiles, que hasta entonces carecían de símbolos de la unión. Los dos países recibieron sistemas de banderas separados, pero paralelos, lo que manifiesta claramente su igualdad.
La marca de la unión por sí sola se utilizó como bandera de proa en ambos países y como bandera de las representaciones diplomáticas comunes de ambos países en el exterior. La bandera diplomática tenía las proporciones 4:5 de la marca de unión tal como aparecía en las banderas suecas, a diferencia de la forma cuadrada de la versión noruega.

### Abolición
Durante la década de 1870, la unión se volvió cada vez más impopular en Noruega y, como consecuencia, la marca de unión fue vista como un signo no de igualdad, sino de una unión impuesta al país en contra de su voluntad. Los radicales se propusieron reintroducir la bandera noruega "pura" como primer paso hacia la disolución de la unión.

## Galería

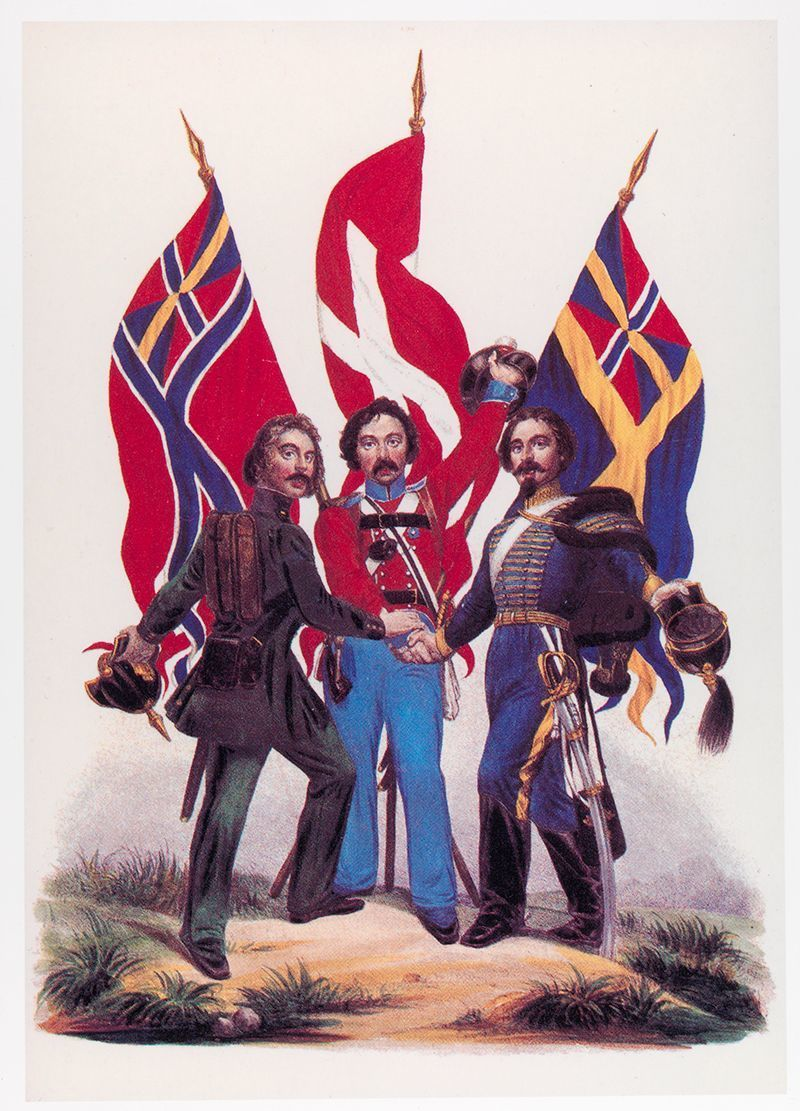
Cartel que promueve el escandinavismo entre Noruega, Suecia y Dinamarca.

### Suecia

Bandera de estado de Suecia (antes de 1814-1815)
Pabellón civil de Suecia y Noruega (1818-1844)
Pabellón naval de Suecia y Noruega (1818-1844)
Pabellón civil de Suecia (1844-1905)
Pabellón naval de Suecia (1844-1905)

### Noruega

Bandera de Noruega (1814-1821)
Bandera de Noruega (1821-actualidad)
Bandera y pabellón civil de Noruega (1844-1899)
Pabellón naval de Noruega (1844-1905)

### Estandarte real

Estandarte real de Suecia y Noruega (1815-1844)
Estandarte Real de Suecia (1844-1905)
Estandarte Real de Noruega (1844-1905)